# Wilhelm Heinrich Bernhard Karl Grebe
Wilhelm Heinrich Bernhard Karl Grebe (* 18. März 1817 in Massenhausen; † 24. Februar 1872 in Vasbeck) war ein deutscher Gutsbesitzer und Politiker.
Grebe war der Sohn des Ökonomen Johann Wilhelm Grebe und dessen Ehefrau Maria Katharina, geborene Beck. Er heiratete am 20. Juni 1841 Friederike Karoline Christiane Curtze aus Helmscheid. Grebe war Gutsbesitzer in Vasbeck. 1856 bis 1860 war er für den Wahlkreis Kreis der Twiste Abgeordneter im Landtag des Fürstentums Waldeck-Pyrmont.